# Гай Папірій Красс
Гай Папі́рій Красс (лат. Gaius Papirius Crassus; IV століття до н. е.) — політик, державний і військовий діяч Римської республіки, військовий трибун з консульською владою 384 року до н. е.

## Біографічні відомості
Походив із знатного роду Папіріїв. Про батьків, молоді роки відомостей не збереглося.
384 року до н. е. його було обрано військовим трибуном з консульською владою разом з Марком Фурієм Каміллом, Публієм Валерієм Потітом Публіколой, Сервієм Сульпіцієм Руфом, Сервієм Корнелієм Малугіненом і Титом Квінкцієм Цинціннатом Капітоліном. Під час трибунату відбувся судовий процес проти Марка Манлія Капітоліна, що закінчився смертним вироком йому.
Про подальшу долю Гая Папірія відомостей немає.